# Таласна једначина
Таласна једначина је важна парцијална диференцијална једначина којом се описује простирање таласа. Таласи могу бити звучни, елетромагнетни, водени итд., али се сви простиру на истом принципу сажетом у таласну једначину. Таласна једначина се јавља и користи у акустици, електромагнетизму, оптици, динамици флуида. Најзначајнији допринос решењу проблема описивања осцилација и простирања таласа дали су Жан дАламбер, Леонард Ојлер, Данијел Бернули и Жозе-Луј Лагранж.

## Увод
Таласна једначина је типични пример хиперболичне парцијалне диференцијалне једначине. У најједноставнијем облику, таласна једначина се односи на скаларну величину u која задовољава:
{\displaystyle {\partial ^{2}u \over \partial t^{2}}=c^{2}\Delta u,}
где је c (константна) брзина таласа а {\displaystyle \Delta =\nabla ^{2}} је Лапласијан. За звучне таласе у ваздуху на 20 °C износи око 343 m/s (видети брзина звука). За осцилујућу жицу брзина може да се мења у великом опсегу јер зависи од линеарне густине жице и њене затегнутости. Много реалистичнији модел једначине таласа узима у обзир дисперзију, тј, зависност брзине таласа од његове фреквенције. Тада се c замењује фазном брзином:
{\displaystyle v_{\mathrm {p} }={\frac {\omega }{k}}.}
{\displaystyle {\partial ^{2}u \over \partial t^{2}}=c(u)^{2}\Delta u}
{\displaystyle \rho {\ddot {\mathbf {u} }}=\mathbf {f} +(\lambda +2\mu )\nabla (\nabla \cdot \mathbf {u} )-\mu \nabla \times (\nabla \times \mathbf {u} )}

## Скаларна таласна једначина у једној просторној димензији

### Извођење таласне једначине
Таласна једначина у једнодимензионалном случају можемо да изведемо на следећи начин: Замислимо низ малих тегова, сваки масе m, повезаних опругама од којих свака има дужину h и коефицијент еластичности k:
Овде u(x) представља отклон од равнотежног положаја мале масе на координати x. Силе које делују на масу {\displaystyle m} на положају {\displaystyle x+h} су:
{\displaystyle F_{Newton}=m\cdot a(t)=m\cdot {{\partial ^{2} \over \partial t^{2}}u(x+h,t)}}
{\displaystyle F_{Hooke}=F_{x+2h}+F_{x}=k\left[{u(x+2h,t)-u(x+h,t)}\right]+k[u(x,t)-u(x+h,t)]}
Једначина кретања материјалне тачке на локацији x+h је:
{\displaystyle m{\partial ^{2}u(x+h,t) \over \partial t^{2}}=k[u(x+2h,t)-u(x+h,t)-u(x+h,t)+u(x,t)]}
где је временска зависност u(x) дата експлицитно.
Ако се низ тегова састоји од N тегова равномерно распоређених на дужини L = N h тада је укупна маса M = N m, и укупни коефицијент еластичности низа K = k/N па горњу једначину можемо да напишемо као:
{\displaystyle {\partial ^{2}u(x+h,t) \over \partial t^{2}}={KL^{2} \over M}{u(x+2h,t)-2u(x+h,t)+u(x,t) \over h^{2}}}
Израчунавањем лимеса {\displaystyle N\rightarrow \infty ,h\rightarrow 0} (подразумевањем униформности) налазимо:
{\displaystyle {\partial ^{2}u(x,t) \over \partial t^{2}}={KL^{2} \over M}{\partial ^{2}u(x,t) \over \partial x^{2}}}
где је (KL2)/M квадрат брзине којом се деформација простире дуж низа.

### Решење проблема почетних вредности
Опште решење једнодимензионалне скаларне таласне једначине је
{\displaystyle {\partial ^{2}u \over \partial t^{2}}=c^{2}{\partial ^{2}u \over \partial x^{2}}}
извео је Даламбер. У факторском облику таласна једначин аможе да се напише као
{\displaystyle \left[{\frac {\partial }{\partial t}}-c{\frac {\partial }{\partial x}}\right]\left[{\frac {\partial }{\partial t}}+c{\frac {\partial }{\partial x}}\right]u=0.\,}
Ако су F и G произвољне функције следи да сваки збир облика
{\displaystyle u(x,t)=F(x-ct)+G(x+ct)\,}
задовољава таласну једначину. Два члана представљају два таласа у покрету: деформација дата аргументом F или G креће се брзином c у смеру напред (за F) и назад (за G). Ове функције могу ближе да се одреде на основу произвољних почетних услова:
{\displaystyle u(x,0)=f(x)\,}
{\displaystyle u_{t}(x,0)=g(x)\,}
Резултат је Даламберова формула:
{\displaystyle u(x,t)={\frac {f(x-ct)+f(x+ct)}{2}}+{\frac {1}{2c}}\int _{x-ct}^{x+ct}g(s)ds}

## Скаларна таласна једначина у три просторне димензије
Решење тродимензионалног проблема почетних вредности може да се добије из решења једначине за сферне таласе. Тај резултат онда може да се сведе на дводимензионални случај.

### Сферни таласи
Скаларна таласна једначина остаје неизмењена при ротацији просторних координата и стога може да се очекује да постоји решење које зависи само од радијалног растојања од одабране тачке. Такво решење мора да задовољи
{\displaystyle u_{tt}-c^{2}\left(u_{rr}+{\frac {2}{r}}u_{r}\right)=0.\,}
Ова једначина може да се напише и као
{\displaystyle (ru)_{tt}-c^{2}(ru)_{rr}=0;\,}
величина ru задовољава једнодимензионалну таласну једначину Стога, постоје решења у облику
{\displaystyle u(t,r)={\frac {1}{r}}F(r-ct)+{\frac {1}{r}}G(r+ct),\,}
где су F и G произвољне функције. Сваки члан може да се тумачи као сферни талас који се шири или скупља (контрахује) брзином c. Такве таласе ствара тачкасти извор.

### Решење општег проблема почетних вредности
Таласна једначина је линеарна по u и остаје неизмењена при транслацији у простору и времену. Стога, можемо да генеришемо велики број решења транлацијом и сумирањем сферичних таласа. Нека је φ(ξ,η,ζ) произвољна функција три независне променљиве, и нека је сферични талас F делта функција: то јест, нека је F слаба граница континуалне функције чији је интеграл једнак јединици, а чији опсег где је функција већа од нуле скупљен у координатни почетак. Нека фамилија сферних таласа сгерних таласа има центар у тачки (ξ,η,ζ) и нека је r радијално растојање од те тачке. Тада је
{\displaystyle r^{2}=(x-\xi )^{2}+(y-\eta )^{2}+(z-\zeta )^{2}.\,}
Ако је u суперпозиција таквих таласа са тежинском функцијом φ, добијамо
{\displaystyle u(t,x,y,z)={\frac {1}{4\pi c}}\iiint \varphi (\xi ,\eta ,\zeta ){\frac {\delta (r-ct)}{r}}d\xi \,d\eta \,d\zeta ;\,}
где је именилац 4πc уведен због погодности.
Користећи дефиницију делта функције, u може исто да се представи као
{\displaystyle u(t,x,y,z)={\frac {t}{4\pi }}\iint _{S}\varphi (x+ct\alpha ,y+ct\beta ,z+ct\gamma )d\omega ,\,}
где су α, β, и γ координате на јединичној сфери S, а ω елемент површине на сфери S. Овај резултат може да се тумачи као да је u(t,x) средња вредност функције φ поможена са t на сфери радијуса ct центрираној на x:
{\displaystyle u(t,x,y,z)=tM_{ct}[\phi ].\,}
Следи да је
{\displaystyle u(0,x,y,z)=0,\quad u_{t}(0,x,y,z)=\phi (x,y,z).\,}
Средња вредност је парна функција од t, и стога ако је
{\displaystyle v(t,x,y,z)={\frac {\partial }{\partial t}}\left(tM_{ct}[\psi ]\right),\,}
тада је
{\displaystyle v(0,x,y,z)=\psi (x,y,z),\quad v_{t}(0,x,y,z)=0.\,}
Ове формуле дају решење за проблем почетних вредности таласне једначине. Оне показују да решење у датој тачки Р, за дато (t,x,y,z) зависи само од података на сфери радијуса ct пресеченој светлосним конусом нацртаним уназад из тачке Р. Решење не зависи од података унутар те сфере.

## Скаларна таласна једначина у две просторне димензије
У две просторне димензије, таласна једначина је облика
{\displaystyle u_{tt}=c^{2}\left(u_{xx}+u_{yy}\right).\,}
Овај проблем можемо да решимо на основу тродимензионалног решења ако сматрамо да је u решење у три димензије које је независно од треће димензије. Ако је
{\displaystyle u(0,x,y)=0,\quad u_{t}(0,x,y)=\phi (x,y),\,}
тада формула за тродимензионално решење постаје
{\displaystyle u(t,x,y)=tM_{ct}[\phi ]={\frac {t}{4\pi }}\iint _{S}\phi (x+ct\alpha ,\,y+ct\beta )d\omega ,\,}
где су α и β прве две координате јединичне сфере, а dω елемент површине сфере. Овај интеграл може да се напише као интеграл по диску D са центром у (x,y) и радијусом ct:
{\displaystyle u(t,x,y)={\frac {1}{2\pi c}}\iint _{D}{\frac {\phi (x+\xi ,y+\eta )}{\sqrt {(ct)^{2}-\xi ^{2}-\eta ^{2}}}}d\xi \,d\eta .\,}
Очигледно је да решење на (t,x,y) зависи не само од података на светлосном конусу где је
{\displaystyle (x-\xi )^{2}+(y-\eta )^{2}=c^{2}t^{2},\,}
него исто и од података унутар тог конуса.

## Проблем с границама

### Једна просторна димензија
{\displaystyle -u_{x}(t,0)+au(t,0)=0,\,}
{\displaystyle u_{x}(t,L)+bu(t,L)=0,\,}
{\displaystyle u(t,x)=T(t)v(x).\,}
{\displaystyle {\frac {T''}{c^{2}T}}={\frac {v''}{v}}=-\lambda .\,}
{\displaystyle v''+\lambda v=0,\,}
{\displaystyle -v'(0)+av(0)=0,\quad v'(L)+bv(L)=0.\,}

### Неколико просторних димензија
{\displaystyle {\frac {\partial u}{\partial n}}+au=0,\,}
{\displaystyle u(0,x)=f(x),\quad u_{t}=g(x),\,}
{\displaystyle \nabla \cdot \nabla v+\lambda v=0,\,}
у D, и
{\displaystyle {\frac {\partial v}{\partial n}}+av=0,\,}
на B.

## Нехомогена таласна једначина у једној димензији
{\displaystyle u(x,0)=f(x)\,}
{\displaystyle u_{t}(x,0)=g(x).\,}
{\displaystyle \int \int _{R_{C}}\left(c^{2}u_{xx}(x,t)-u_{tt}(x,t)\right)dxdt=\int \int _{R_{C}}s(x,t)dxdt.}
{\displaystyle \int _{L_{0}+L_{1}+L_{2}}\left(-c^{2}u_{x}(x,t)dt-u_{t}(x,t)dx\right)=\int \int _{R_{C}}s(x,t)dxdt.}
{\displaystyle \int _{x_{i}-ct_{i}}^{x_{i}+ct_{i}}-u_{t}(x,0)dx=-\int _{x_{i}-ct_{i}}^{x_{i}+ct_{i}}g(x)dx.}
{\displaystyle \int _{L_{1}}\left(-c^{2}u_{x}(x,t)dt-u_{t}(x,t)dx\right)\,}
{\displaystyle =\int _{L_{1}}\left(cu_{x}(x,t)dx+cu_{t}(x,t)dt\right)\,}
{\displaystyle =c\int _{L_{1}}du(x,t)=cu(x_{i},t_{i})-cf(x_{i}+ct_{i}).\,}
{\displaystyle \int _{L_{2}}\left(-c^{2}u_{x}(x,t)dt-u_{t}(x,t)dx\right)}
{\displaystyle =-\int _{L_{2}}\left(cu_{x}(x,t)dx+cu_{t}(x,t)dt\right)}
{\displaystyle =-c\int _{L_{2}}du(x,t)=-\left(cf(x_{i}-ct_{i})-cu(x_{i},t_{i})\right)}
{\displaystyle =cu(x_{i},t_{i})-cf(x_{i}-ct_{i}).\,}
{\displaystyle -\int _{x_{i}-ct_{i}}^{x_{i}+ct_{i}}g(x)dx+cu(x_{i},t_{i})-cf(x_{i}+ct_{i})+cu(x_{i},t_{i})-cf(x_{i}-ct_{i})=\int \int _{R_{C}}s(x,t)dxdt}
{\displaystyle 2cu(x_{i},t_{i})-\int _{x_{i}-ct_{i}}^{x_{i}+ct_{i}}g(x)dx-cf(x_{i}+ct_{i})-cf(x_{i}-ct_{i})=\int \int _{R_{C}}s(x,t)dxdt}
{\displaystyle 2cu(x_{i},t_{i})=\int _{x_{i}-ct_{i}}^{x_{i}+ct_{i}}g(x)dx+cf(x_{i}+ct_{i})+cf(x_{i}-ct_{i})+\int \int _{R_{C}}s(x,t)dxdt}
{\displaystyle u(x_{i},t_{i})={\frac {f(x_{i}+ct_{i})+f(x_{i}-ct_{i})}{2}}+{\frac {1}{2c}}\int _{x_{i}-ct_{i}}^{x_{i}+ct_{i}}g(x)dx+{\frac {1}{2c}}\int _{0}^{t_{i}}\int _{x_{i}-c\left(t_{i}-t\right)}^{x_{i}+c\left(t_{i}-t\right)}s(x,t)dxdt.\,}